# Tư pháp viện Trung Hoa Dân Quốc
Tư pháp viện (chữ Hán phồn thể: 司法院; bính âm: Sīfǎ Yuàn; Wade-Giles: Szu1-fa3 Yüan4; bạch thoại tự: Su-hoat Īⁿ) là nhánh tư pháp của chính phủ Trung Hoa Dân Quốc ở Đài Loan.
Hội nghị đại thẩm phán (大法官會議) gồm 15 thành viên, có nhiệm vụ giải thích Hiến pháp. Viện trưởng và Phó viện trưởng là Đại thẩm phán do Tổng thống chỉ định, tám Đại thẩm phán, bao gồm Viện trưởng và Phó viện trưởng, có nhiệm kỳ bốn năm, số lượng còn lại có nhiệm kỳ 8 năm.
Tư pháp viện giám sát Tòa án tối cao, Tòa án cao đẳng, Tòa án địa phương, Tòa án hành chính và Ủy ban kỷ luật công chức.
Theo Điều 77 và 78 Hiến pháp Trung Hoa Dân Quốc, Điều 5 Các điều sửa đổi, bổ sung Hiến pháp Trung Hoa Dân Quốc và Luật chế độ địa phương, Tư pháp viện có những nhiệm vụ sau đây:
- Giải thích Hiến pháp và thống nhất giải thích pháp luật, mệnh lệnh;[3]
- Miễn nhiệm Tổng thống, Phó tổng thống và xét xử vụ việc giải tán chính đảng vi hiến;[3]
- Xét xử tố tụng hình sự, dân sự;[3]
- Xét xử tố tụng hành chính;[3]
- Xét xử tố tụng về biện pháp kỷ luật công chức; và[3]
- Xét xem điều lệ địa phương vi phạm pháp luật hay Hiến pháp hay không[3]
- Quản lý tư pháp[3]

## Hội nghị đại thẩm phán

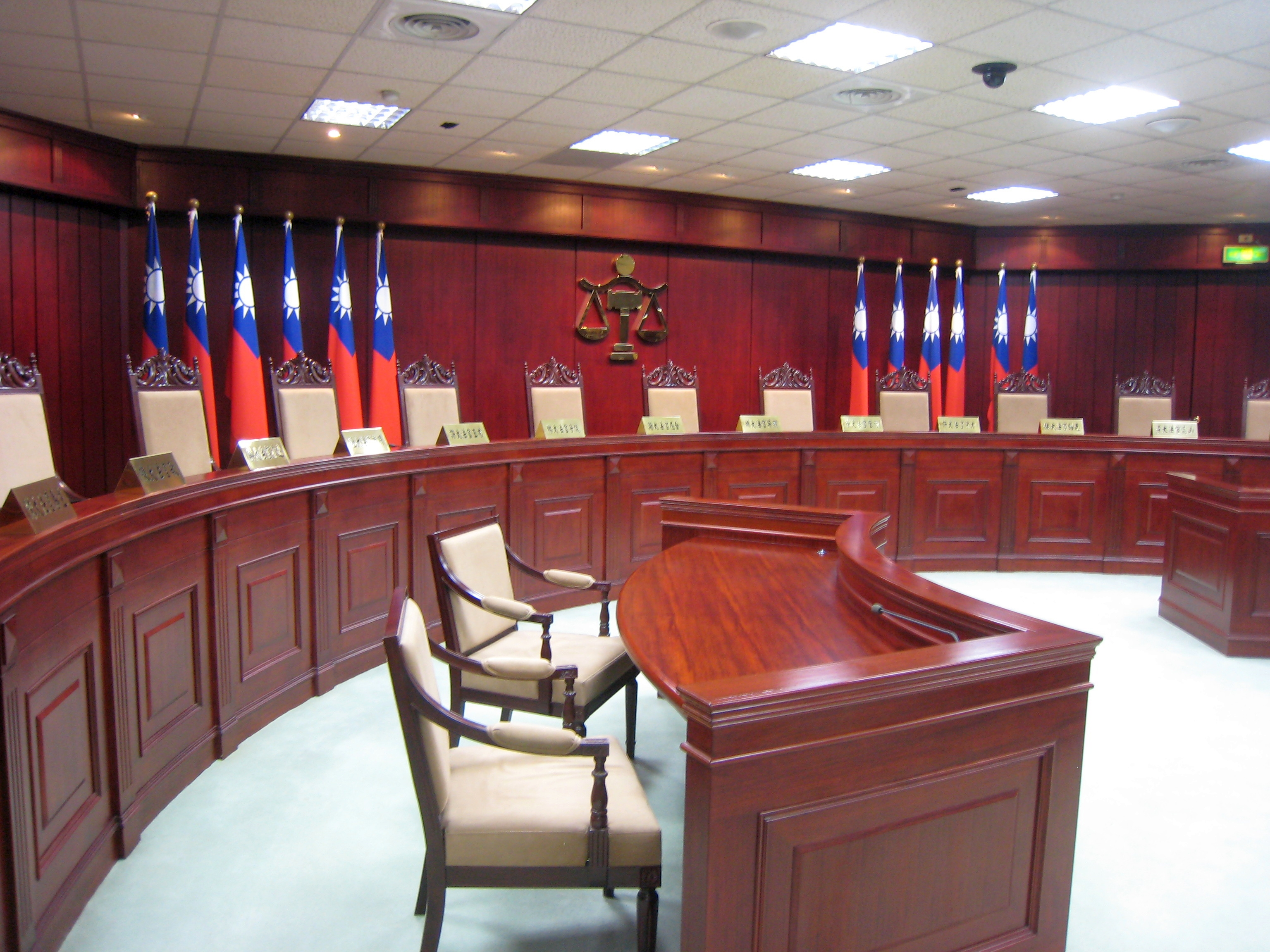
Phòng họp Hội nghị đại thẩm phán

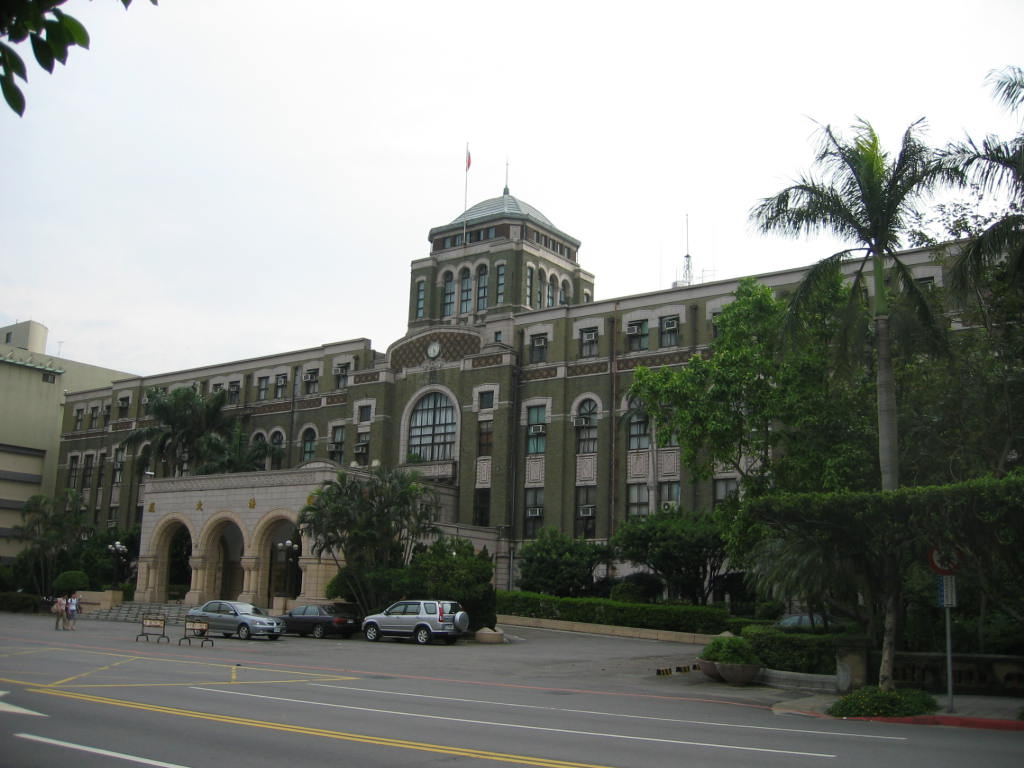
Trụ sở Tư pháp viện ở Đài Bắc.

Hội nghị đại thẩm phán quyết định về bốn loại vụ việc sau đây:
1. Giải thích Hiến pháp;
2. Thống nhất giải thích pháp luật và mệnh lệnh;
3. Miễn nhiệm Tổng thống và Phó tổng thống; và
4. Tuyên bố giải tán chính đảng vi hiến[3][3]

Có thể nộp đơn yêu cầu giải thích Hiến pháp trong một trong các trường hợp sau:
- Nếu chính quyền trung ương hay địa phương không chắc về việc áp dụng Hiến pháp khi hành sử quyền hành, nếu cơ quan, trong khi hành sử quyền hành, xung đột với cơ quan khác về việc áp dụng Hiến pháp hoặc nếu cơ quan không chắc về tính hợp hiến của luật hay mệnh lệnh nhất định hay thi hành chúng;[3]
- Nếu cá nhân, pháp nhân hay chính đảng, nêu rằng quyền lợi hiến định của mình bị vi phạm và đã dùng hết mọi biện pháp tư pháp do luật định, thách thức tính hợp hiến của luật hay lệnh mà tòa chung thẩm áp dụng trong phán quyết;[3]
- Nếu ít nhất một phần ba thành viên Lập pháp viện, khi hành sử quyền hành, không chắc về việc áp dụng Hiến pháp hay tính hợp hiến của luật cụ thể khi áp dụng và nộp thư thỉnh nguyện; hay[3]
- Nếu bất cứ tòa án nào xét rằng luật nhất định mà áp dụng với tố tụng ở tòa vi hiến[3]

### Danh sách Đại thẩm phán
Đại thẩm phán bao gồm:
- Viện trưởng Hứa Tông Lực
- Phó viện trưởng Thái Quýnh Đôn
- Đại thẩm phán Hoàng Hồng Hà
- Đại thẩm phán Ngô Trần Hoàn
- Đại thẩm phán Thái Minh Thành
- Đại thẩm phán Lâm Tuấn Ích
- Đại thẩm phán Hứa Chí Hùng
- Đại thẩm phán Trương Quỳnh Văn
- Đại thẩm phán Hoàng Thụy Minh
- Đại thẩm phán Chiêm Sâm Lâm
- Đai thẩm phán Hoàng Chiêu Nguyên
- Đại thẩm phán Tạ Minh Dương
- Đại thẩm phán Lữ Thái Lang
- Đại thẩm phán Dương Hiến Khâm
- Đại thẩm phán Thái Tông Trân

## Tòa án thông thường

### Tòa án tối cao

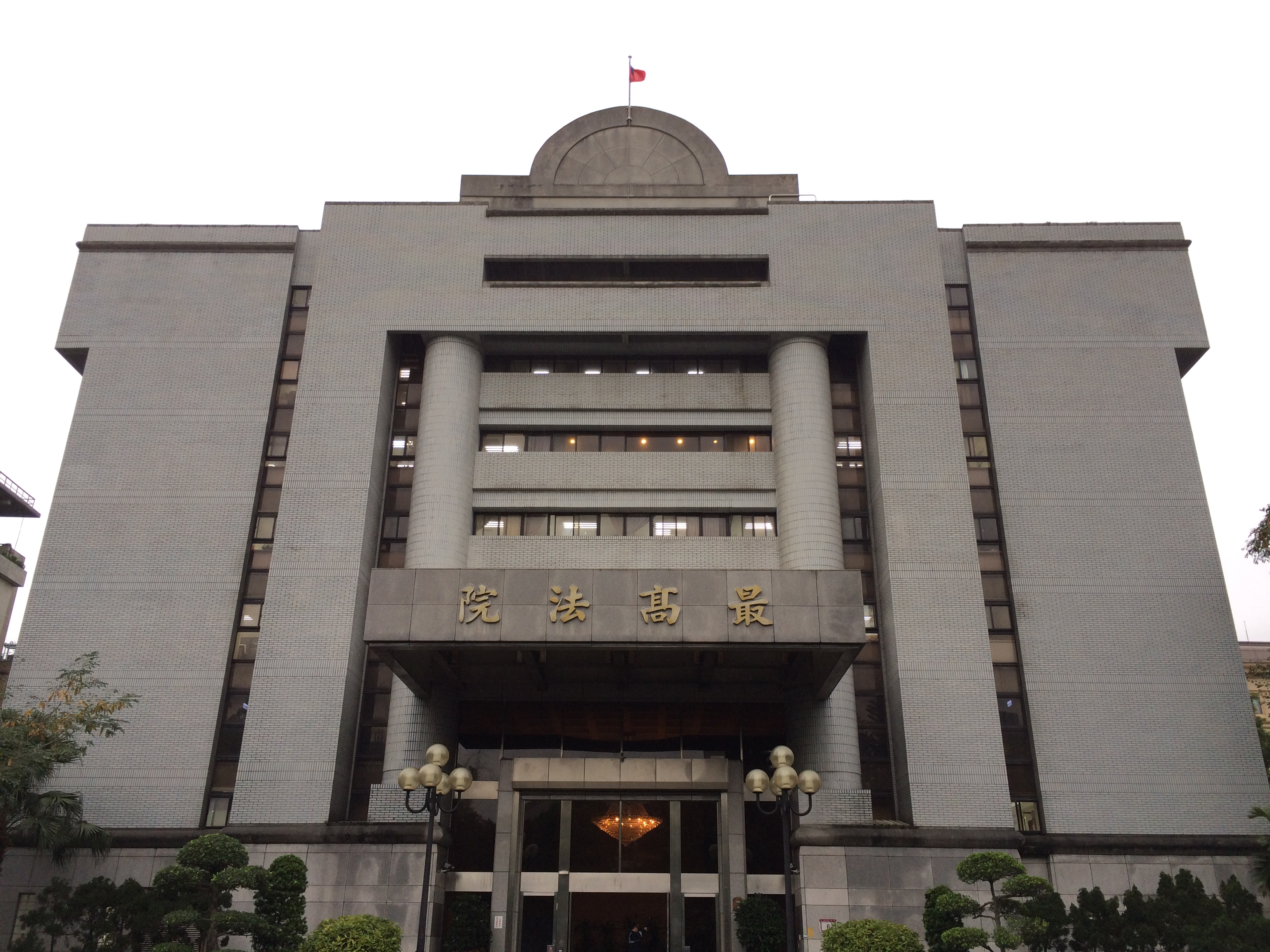
Tòa án tối cao

Tòa án tối cao (最高法院; Zuìgāo Fǎyuàn) là tòa án xét xử chung thẩm tố tụng hình sự và dân sự, tố tụng dân sự có thể kháng cáo lên Tòa chỉ nếu nhiều hơn 1,500,00 Tân đài tệ tranh chấp, ngoại trừ khinh tội quy định ở Điều 376 Luật tố tụng hình sự thì mọi vụ án hình sự có thể kháng cáo lên Tòa.
Tòa án có thẩm quyền với những vụ việc sau:
- Kháng cáo phán quyết sơ thẩm Tòa cao đẳng hay nhánh tòa trong tố tụng hình sự;
- Kháng cáo phán quyết phúc thẩm Tòa cao đẳng hay nhánh tòa trong tố tụng hình sự và dân sự;
- Kháng cáo phán quyết Tòa cao đẳng hay nhánh tòa
- Kháng cáo phán quyết phúc thẩm mà tòa hộ ban hành theo thủ tục rút gọn, số tiền trong tranh cãi vượt quá 1,500,000 Tân đài tệ và có sự phép theo điều khoản đặc biệt;
- Tái thẩm hình sự và dân sự trong quyền hạn Tòa án tối cao;
- Kháng cáo đặc biệt; hay
- vụ khác do luật định

### Tòa án cao đẳng

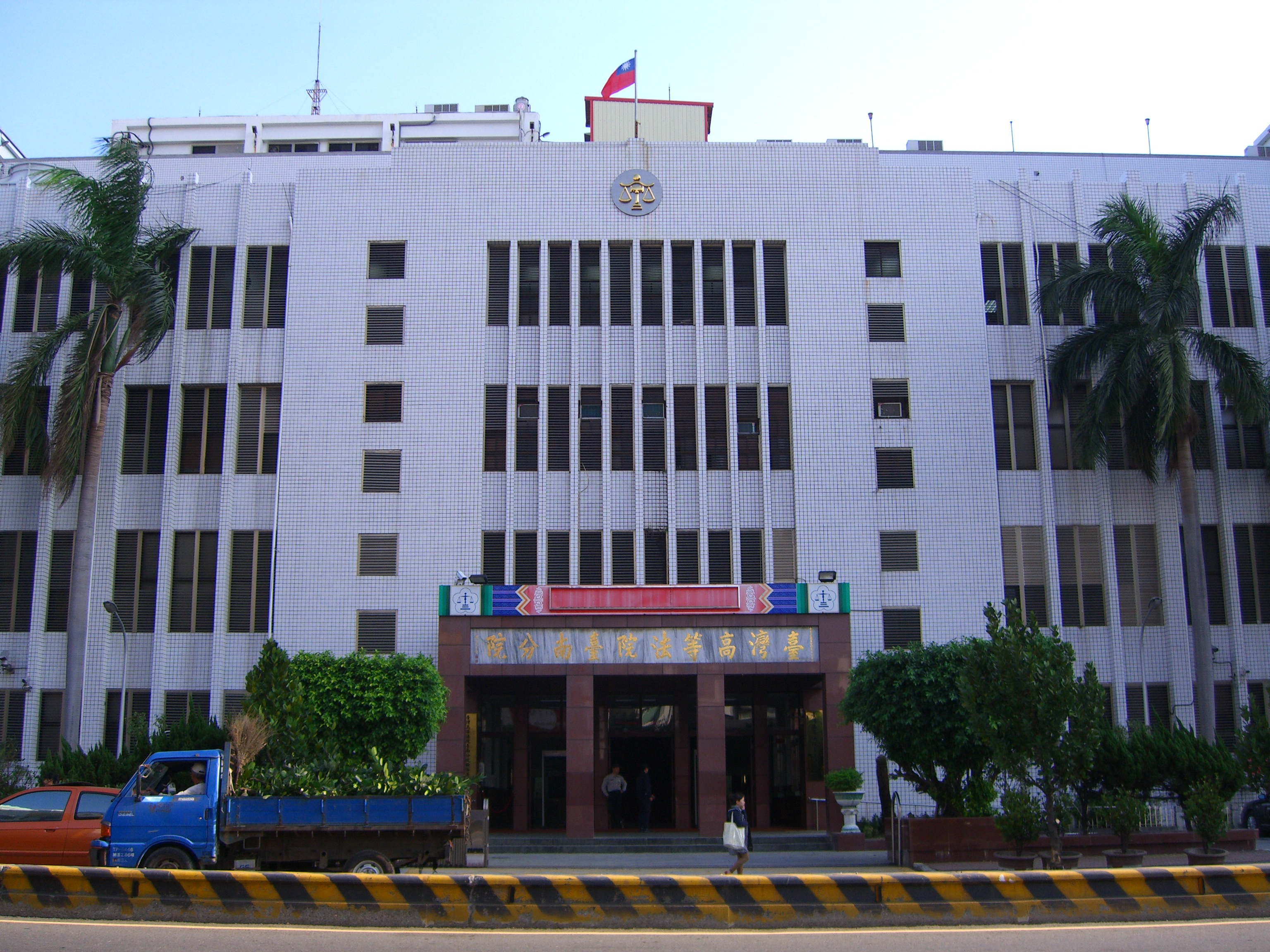
Tòa án cao đẳng Đài Nam

Có sáu tòa án cao đẳng (高等法院; Gāoděng Fǎyuàn) ở Vùng tự do (bao gồm Đài Loan và phần của Phúc Kiến):
| Số | Tên                                          | Tiếng Hán            |
| -- | -------------------------------------------- | -------------------- |
| 1  | Tòa án cao đẳng Đài Loan                     | 臺灣高等法院         |
| 2  | Phân viện Đài Trung Tòa án cao đẳng Đài Loan | 臺灣高等法院臺中分院 |
| 3  | Phân viện Đài Nam Tòa án cao đẳng Đài Loan   | 臺灣高等法院臺南分院 |
| 4  | Phân viện Cao Hùng Tòa án cao đẳng Đài Loan  | 臺灣高等法院高雄分院 |
| 5  | Phân viện Hoa Liên Tòa án cao đẳng Đài Loan  | 臺灣高等法院花蓮分院 |
| 6  | Phân viện Kim Môn Tòa án cao đẳng Phúc Kiến  | 福建高等法院金門分院 |

Tòa án cao đẳng và các phân viện có thẩm quyền với các vụ việc sau:
- Kháng cáo phán quyết sơ thẩm Tòa án địa phương hay phân viện trong tố tụng hình sự và dân sự thông thường;
- Kháng cáo trung gian phán quyết Tòa án địa phương hay phân viện trong tố tụng thông thường
- Tố tụng thượng thẩm hình sự có phán quyết phạt tù trong thời hạn nhất định của Tòa án cao đẳng hình sự và phân viện; và
- Vụ khác do luật định

Tòa án cao đẳng và phân viện chia thành đình hình sự, dân sự và đặc nhiệm, mỗi đình bao gồm một Thẩm phán trưởng  và hai Phó thẩm phán, ngoài ra Tòa cao đẳng và phân viện có Phòng văn thư do thư ký chính lãnh đạo, thư ký giúp đỡ viện trưởng về việc quản lý.
Tố tụng ở Tòa cao đẳng hay phân viện do nhóm ba thẩm phán xét xử, tuy nhiên một trong ba có thể tiến hành dự thẩm.
Tòa cao đẳng có bảy pháp đình dân sự đảm nhiệm xét xử kháng cáo dân sự cấp hai và vụ phản tố theo hệ thống pháp đình hợp nghị, gồm một thẩm phán trưởng và ba thẩm phán. Tòa có 11 pháp định hình sự đảm nhiệm xét xử kháng cáo hình sự cấp hai, vụ phản tố theo hệ thống pháp đình hợp nghị và tố tụng sơ thẩm về nội loạn, ngoại hoạn và vi phạm quan hệ ngoại giao, gồm một thẩm phán trưởng và hai hay ba thẩm phán. Theo nhu cầu thì Tòa cũng quản lý vài tòa án đặc nhiệm như Tòa án đặc nhiệm thương mại công bằng, Tòa án đặc nhiệm gia đình, Tòa án đặc nhiệm thương mại quốc tế, Tòa án đặc nhiệm hàng hải, Tòa án đặc nhiệm bồi thường quốc gia, Tòa án đặc nhiệm chống tham nhũng, Tòa án đặc nhiệm sản quyền tri thức, Tòa án đặc nhiệm tội phạm vị thành viên, Tòa án đặc nhiệm đại hình, Tòa án đặc nhiệm công an,Tòa án đặc nhiệm quấy rối tình dục,...

### Tòa án địa phương

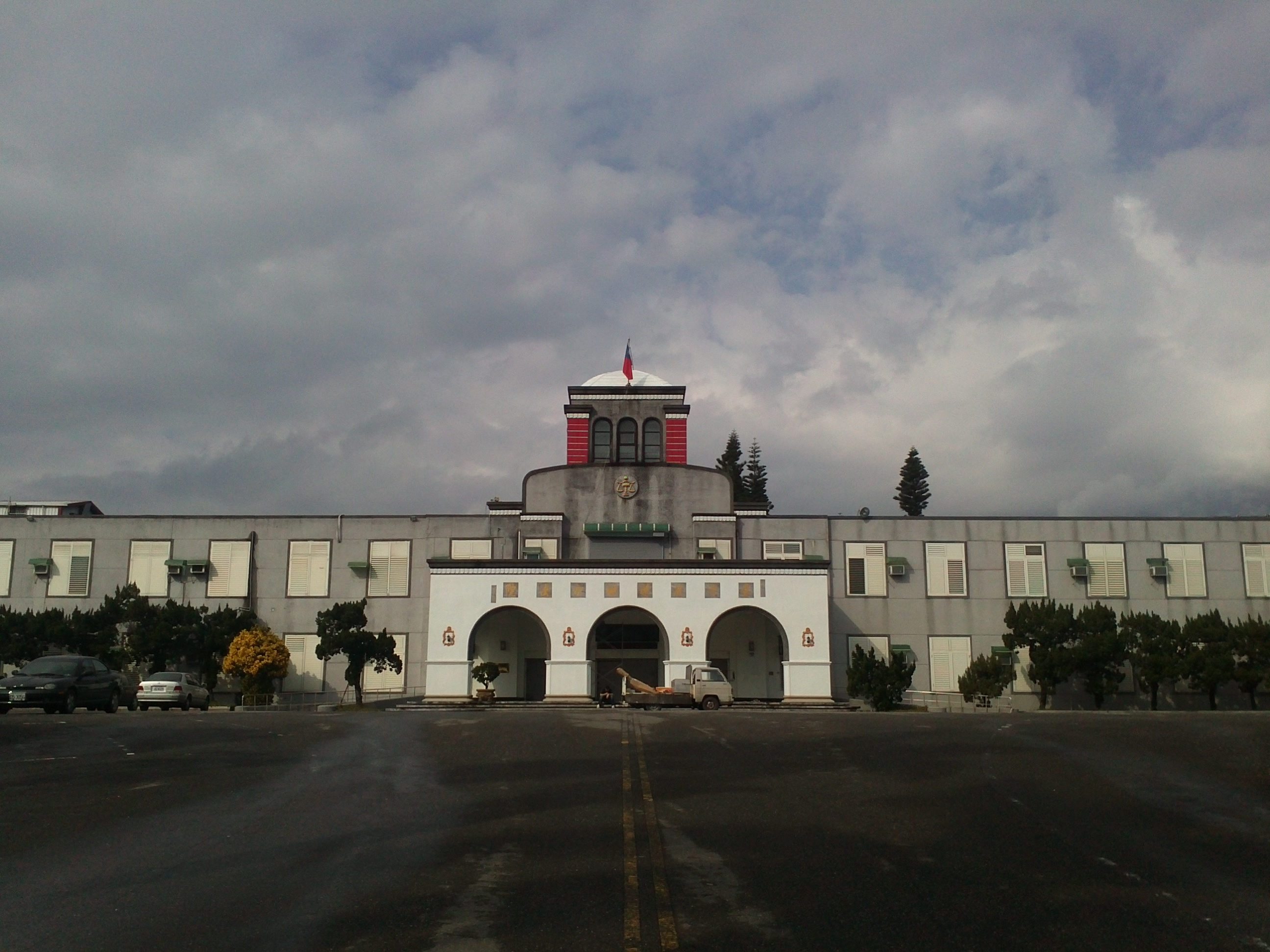
Tòa án địa phương Hoa Liên

Hiện tại có 22 tòa án địa phương (地方法院; Dìfāng Fǎyuàn) ở Đia khu tự do (bao gồm Đài Loan và phần của Phúc Kiến):
| 1 | Chương Hoa | 臺灣彰化地方法院 | 9  | Liên Giang | 福建連江地方法院 | 17 | Đài Nam  | 臺灣臺南地方法院 |
| 2 | Gia Nghĩa  | 臺灣嘉義地方法院 | 10 | Miêu Lật   | 臺灣苗栗地方法院 | 18 | Đài Bắc  | 臺灣臺北地方法院 |
| 3 | Kiều Đầu   | 臺灣橋頭地方法院 | 11 | Nam Đầu    | 臺灣南投地方法院 | 19 | Đài Đông | 臺灣臺東地方法院 |
| 4 | Tân Trúc   | 臺灣新竹地方法院 | 12 | Tân Hoa    | 臺灣新北地方法院 | 20 | Đào Viên | 臺灣桃園地方法院 |
| 5 | Hoa Liên   | 臺灣花蓮地方法院 | 13 | Bành Hồ    | 臺灣澎湖地方法院 | 21 | Nghi Lan | 臺灣宜蘭地方法院 |
| 6 | Cao Hùng   | 臺灣高雄地方法院 | 14 | Bình Đông  | 臺灣屏東地方法院 | 22 | Vân Lâm  | 臺灣雲林地方法院 |
| 7 | Cơ Long    | 臺灣基隆地方法院 | 15 | Sĩ Lâm     | 臺灣士林地方法院 |    |          |                  |
| 8 | Kim Môn    | 福建金門地方法院 | 16 | Đài Trung  | 臺灣臺中地方法院 |    |          |                  |

Mỗi Tòa địa phương có thể thành lập một đình giản dị hay nhiều hơn để xét xử tố tụng hợp với phán quyết giản dị, thủ tục giản dị dân sự dành cho tố tụng có tiền tranh chấp không quá 300,000 Tân đài tệ và tố tụng pháp lý đơn giản. Hiện tại tổng cộng có 45 đình ở Đài Loan, ngoài ra còn có Tòa án thiếu niên Cao Hùng Đài Loan thành lập theo Luật xử lý sự kiện thiếu niên.
Mỗi Tòa địa phương có đình hình sự, dân sự, giản dị và có thể thành lập đình đặc nhiệm đảm nhiệm xét xử tố tụng về thiếu niên, gia đình, giao thông, lao động và giải quyết đơn đặt phán quyết vi phạm Luật duy hộ trật tự xã hội sang một bên. Mỗi đình có một thẩm phán trưởng có quyền giám sát và phân công, mỗi Tòa địa phương có Văn phòng biện hộ công thiết và Văn phòng hoãn hình.
Một thẩm phán xét xử tố tụng bằng thủ tục thông thường và giản dị và tố tụng tiền nong nhỏ, nhóm ba thẩm phán xét xử tố tụng trọng đại bằng thủ tục thông thường và kháng cáo hay kháng cáo trung gian phán quyết giản dị và tiền nong. Tố tụng hình sự do nhóm ba thẩm phán xét xử, nhưng xét xử giản dị có thể do một thẩm phán tiến hành. Tòa thiếu niên xét xử chỉ tố tụng về thiếu niên.

## Tòa án hành chính
Hệ thống tố tụng hành chính hiện tại có hai cấp, tòa án hành chính phân loại thành Tòa án hành chính cao đẳng, là tòa sơ thẩm chứng thực và Tòa án hành chính tối cao, là tòa chung thẩm.
| Tên                                          | Tiếng Hán                  |
| -------------------------------------------- | -------------------------- |
| Tòa án hành chính tối cao                    | 最高行政法院               |
|                                              |                            |
| Tòa án hành chính cao đẳng Đài Bắc           | 臺北高等行政法院           |
| Tòa án hành chính cao đẳng Đài Trung         | 臺中高等行政法院           |
| Tòa án hành chính cao đẳng Cao Hùng          | 高雄高等行政法院           |
| Tòa án hành chính cao đẳng Đài Nam (dự kiến) | 臺南高等行政法院（籌設中） |

## Ủy ban kỷ luật công chức
Ủy ban kỷ luật công chức (公務員懲戒委員會) duy trì kỷ luật chính thức và phạt công chức, bất kể cấp hạng hay vị trí, vì vi phạm pháp luật hay lơ là nhiệm vụ theo Điều 77 Hiến pháp

## Thẩm phán
Điều 80 Hiến pháp quy định rằng thẩm phán phải vô đảng phái và xét xử độc lập theo pháp luật, hơn nữa, Điều 81 định rằng thẩm phán có nhiệm kỳ chung thân. Thẩm phán không thể bị miễn chức, trừ phi phạm tội, bị phạt kỷ luật hay có lệnh cấm, thẩm phán không thể bị đình chỉ, thuyên chuyển hay có lương bổng bị giảm, trừ phi theo pháp luật. Thẩm phán bổ nhiệm từ những người đã vượt qua Kỳ thi nhân viên tư pháp, hoàn thành Khóa huấn luyện nhân viên tư pháp và có hồ sơ nổi bật sau thời kỳ hành nghề.

## Danh sách Viện trưởng Tư pháp viện

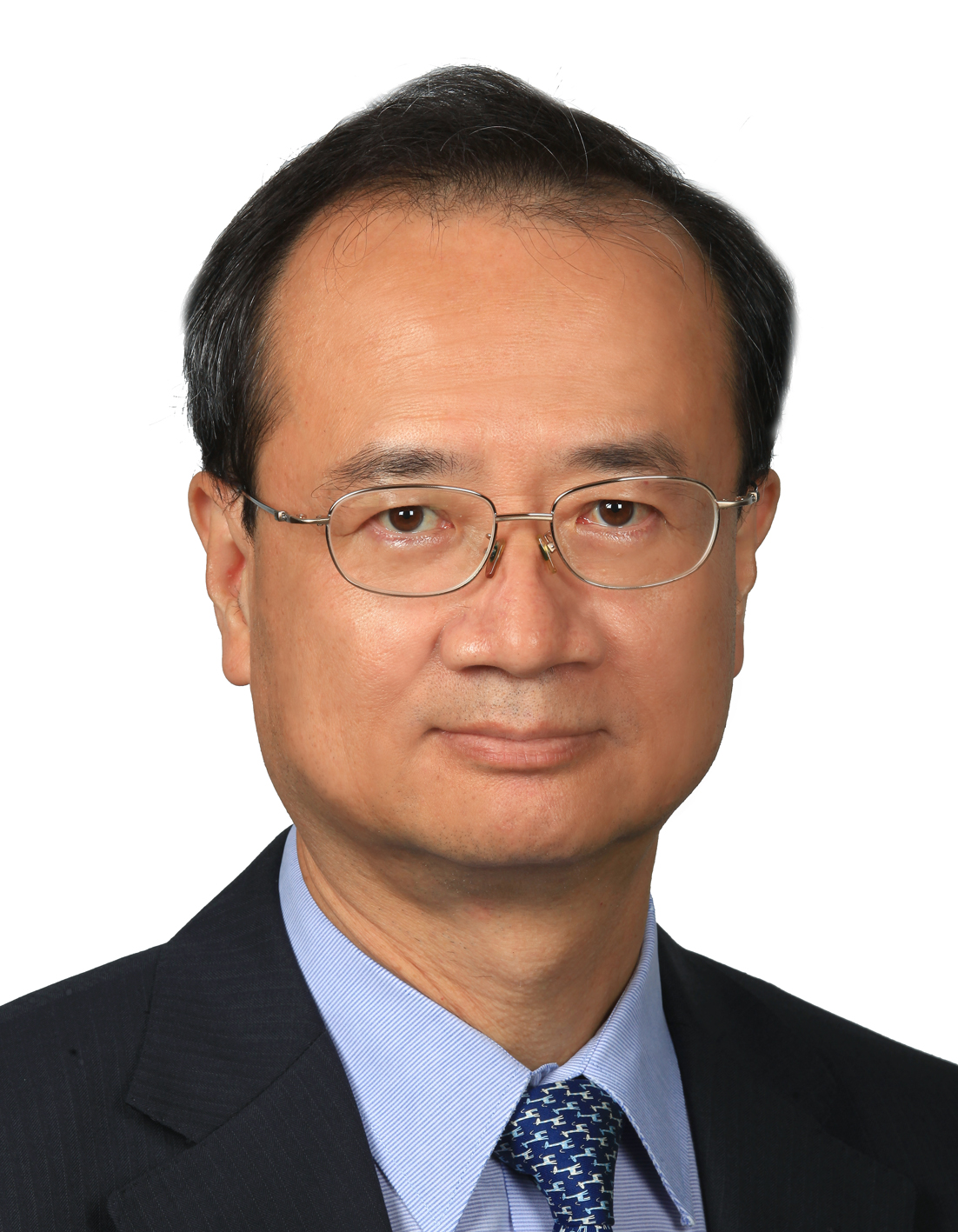
Hứa Tông Lực, Viện trưởng Tư pháp viện đương nhiệm

### Trước khi Hiến pháp 1947 ban hành
1. Vương Sủng Huệ (8 tháng 10 năm 1928 - 6 tháng 1 năm 1932)
2. Cư Chính (7 tháng 1 năm 1932 - 1 tháng 7 năm 1948)

### Sau khi Hiến pháp 1947 ban hành
1. Vương Sủng Huệ (2 tháng 7 năm 1948 - 15 tháng 3 năm 1958)
  - Tạ Thọ Xương (18 tháng 3 năm 1958 - 14 tháng 6 năm 1958) quyền nhiếp
2. Tạ Thọ Xương (14 tháng 6 năm 1958 - 29 tháng 11 năm 1971)
3. Điền Quýnh Cẩm (1 tháng 12 năm 1971 - 30 tháng 3 năm 1977)
4. Đái Viêm Huy (20 tháng 4 năm 1977 - 1 tháng 7 năm 1979)
5. Hoàng Thiếu Cốc (1 tháng 7 năm 1979 - 1 tháng 5 năm 1987)
6. Lâm Dương Cảng (1 tháng 5 năm 1987 - 18 tháng 8 năm 1994)
7. Thi Khải Dương (18 tháng 8 năm 1994 - 25 tháng 1 năm 1999)
  - Lữ Hữu Văn (25 tháng 1 năm 1999 - 1 tháng 2 năm 1999)
8. Ông Nhạc Sinh (1 tháng 2 năm 1999 - 1 tháng 10 năm 2007
9. Lại Anh Chiếu (1 tháng 10 năm 2007 - 18 tháng 7 năm 2010)
  - Tạ Tại Toàn (18 tháng 7 năm 2010 - 13 tháng 10 năm 2010) quyền nhiếp
10. Lại Hạo Mẫn (13 tháng 10 năm 2010 - 1 tháng 11 năm 2016)
11. Hứa Tổng Lực (từ ngày 1 tháng 11 năm 2016)

## Danh sách Phó viện trưởng Tư pháp viện

### Trước khi Hiến pháp 1947 ban hành
- Trương Kế (tháng 11 năm 1928 - tháng 1 năm 1932)
- Cư Chính (tháng 1 năm 1932 - tháng 3 năm 1932
- Đàm Chấn (tháng 3 năm 1932 - tháng 4 năm 1947)
- Lý Văn Phạm (tháng 4 năm 1947 - tháng 7 năm 1948)

### Sau khi Hiến pháp 1947 ban hành
- Thạch Chí Tuyền (tháng 7 năm 1948 - tháng 5 năm 1950)
- Tạ Quan Sinh (tháng 5 năm 1950 - tháng 6 năm 1958)
- Phó Bỉnh Thường (tháng 6 năm 1958 - tháng 7 năm 1965)
- Tạ Doanh Châu (tháng 7 năm 1966 - tháng 4 năm 1972)
- Đái Viêm Huy (tháng 7 năm 1972 - tháng 4 năm 1977
- Hàn Trung Mô (tháng 4 năm 1977 - tháng 7 năm 1979)
- Hồng Thọ Nam (tháng 7 năm 1979 - 1 tháng 5 năm 1987)
- Uông Đao Uyên (1 tháng 5 năm 1987 - 1 tháng 5 năm 1993)
- Lữ Hữu Văn (1 tháng 5 năm 1993 - 1 tháng 8 năm 1998)
- Thành Trọng Mô (1 tháng 2 năm 1999 - 7 tháng 4 năm 2006)
- Lại Anh Chiếu (7 tháng 4 năm 2006 - 1 tháng 10 năm 2007)
- Tạ Tại Toàn (1 tháng 10 năm 2007 - 18 tháng 7 năm 2010)
- Tô Vĩnh Khâm (13 tháng 10 năm 2010 - 30 tháng 9 năm 2016)
- Thái Quýnh Đôn (từ ngày 1 tháng 11 năm 2016)

## Đường dẫn ngoài
- Tư pháp viện
- Pháp vụ bộ
- Taiwan Law Resources
- Trang mạng chính thức Tòa án tối cao Trung Hoa Dân Quốc